# Les Souliers rouges
Ne doit pas être confondu avec Les Chaussons rouges.
Les Souliers rouges est un conte musical sorti en 2016 et interprété par Marc Lavoine, Cœur de pirate et Arthur H, produit par Marc Lavoine qui a associé au travail d'écriture son compositeur attitré Fabrice Aboulker d'après le conte Les Chaussons rouges de Hans Christian Andersen.

## Synopsis
Isabelle monte à Paris pour réaliser son rêve de devenir danseuse à l'Opéra. Victor, le chorégraphe de l'Opéra rêve de renouer avec le succès. Une nuit, il pactise avec le diable. Celui-ci lui offre une paire de souliers rouges magiques. La danseuse qui les portera ne devra pas tomber amoureuse sous peine de périr. Victor engage Isabelle qui tombe amoureuse d'un jeune journaliste, Ben.

## Fiche technique
- Musique : Fabrice Aboulker
- Paroles : Marc Lavoine
- Mise en scène : Jérémie Lippmann
- Chorégraphes : Marie-Agnès Gillot et Tamara Fernando
- Costumes : Jean-Daniel Vuillermoz
- Scénographe : Emmanuelle Favre
- Date de première représentation : 31 janvier 2020 aux Folies Bergère[4]
  - Le spectacle s'arrête au bout d'un mois à cause de la pandémie de covid-19[5]
- Reprise : à partir du 15 janvier 2023 au 21 avril 2024 en tournée
  - du 9 février 2024 au 11 janvier 2024 à la Salle Pleyel[6]

## Distribution
- Loryn Nounay : Isabelle (2020)
- Céleste Hauster : Isabelle (2024)
- Guilhem Valayé : Victor, le chorégraphe
- Benjamin Siksou : Ben, le journaliste

## Album
Le premier single de l'album est Vivre ou ne pas vivre.
Le single Je sais sort en septembre 2019.

### Album studio:Les Souliers rouges(2016)
| No  | Titre                                                            | Durée |
| --- | ---------------------------------------------------------------- | ----- |
| 1.  | Rêve d'opéra (Marc Lavoine)                                      |       |
| 2.  | Tragédie musicale (Arthur H)                                     |       |
| 3.  | Nijinsky (Cœur de pirate)                                        |       |
| 4.  | Je l'attendais (Marc Lavoine)                                    |       |
| 5.  | Viens danser (Cœur de pirate)                                    |       |
| 6.  | Rêve d'une vie (Cœur de pirate et Arthur H)                      |       |
| 7.  | Les ailes des anges (Cœur de pirate)                             |       |
| 8.  | Je tombe amoureux (Cœur de pirate et Marc Lavoine)               |       |
| 9.  | Je sais (Arthur H)                                               |       |
| 10. | Oh mon amour (Cœur de pirate et Marc Lavoine)                    |       |
| 11. | Toi et cet homme (Cœur de pirate, Marc Lavoine et Arthur H)      |       |
| 12. | Vivre ou ne pas vivre (Cœur de pirate, Arthur H et Marc Lavoine) |       |
| 13. | La chute (Cœur de pirate)                                        |       |
| 14. | Requiem (Arthur H et Marc Lavoine)                               |       |
| 15. | Qu'il est difficile (Cœur de pirate, Marc Lavoine et Arthur H)   |       |

### Les Souliers rouges: Le Spectacle musical, l'album(2020)
| No  | Titre                                                                 | Durée |
| --- | --------------------------------------------------------------------- | ----- |
| 1.  | Ouverture des souliers rouges                                         |       |
| 2.  | Coup de théâtre à l'opéra (Guilhem Valayé)                            |       |
| 3.  | Nijinsky et Ivanovna (Loryn Nounay)                                   |       |
| 4.  | La Paire de souliers (Guilhem Valayé)                                 |       |
| 5.  | La Malédiction des souliers rouges (Benjamin Siksou)                  |       |
| 6.  | Viens danser (Loryn Nounay)                                           |       |
| 7.  | Le Rêve d'une vie (Loryn Nounay, Guilhem Valayé)                      |       |
| 8.  | Pygmalion (Guilhem Valayé)                                            |       |
| 9.  | La Promesse (Benjamin Siksou)                                         |       |
| 10. | Le Ballet des ailes des anges                                         |       |
| 11. | Les Ailes des anges (Loryn Nounay)                                    |       |
| 12. | Je tombe amoureux (Benjamin Siksou, Loryn Nounay)                     |       |
| 13. | Le Ballet diabolique                                                  |       |
| 14. | Oh mon amour (Benjamin Siksou, Loryn Nounay)                          |       |
| 15. | Toi et cet homme (Loryn Nounay, Guilhem Valayé)                       |       |
| 16. | Je sais (Benjamin Siksou, Loryn Nounay, Guilhem Valayé)               |       |
| 17. | Aimer pour soi (Benjamin Siksou)                                      |       |
| 18. | Réussir sa vie (Loryn Nounay)                                         |       |
| 19. | Danseuse en danger (Benjamin Siksou)                                  |       |
| 20. | Amoureux de toi (Benjamin Siksou, Loryn Nounay)                       |       |
| 21. | Vivre ou ne pas vivre (Benjamin Siksou, Loryn Nounay, Guilhem Valayé) |       |
| 22. | Requiem                                                               |       |
| 23. | La Chute (Benjamin Siksou, Loryn Nounay)                              |       |
| 24. | Je sais (Reprise) (Guilhem Valayé)                                    |       |
| 25. | Tant aimé (Benjamin Siksou)                                           |       |
| 26. | Rêve d'opéra (Benjamin Siksou, Loryn Nounay, Guilhem Valayé)          |       |